# Helge Dahl
Helge Frederik Emil Dahl (født 6. november 1901 i København, død 7. august 1981) var en dansk skuespiller, teaterinspektør og teaterdirektør.
Han læste hos Hans Egede Budtz og var elev på Betty Nansen Teatret 1923-1926. Han debuterede 17. februar 1924 som Xavier Lechat i Forretning er forretning på Betty Nansen Teatret. Derefter kom han til Apolloteatret frem til 1927 og senere til Dagmarteatret. 1940-1942 var han kunstnerisk direktør for Vennelyst Teater i Aarhus, men vendte herefter tilbage til Apolloteatret som forretningsfører indtil teatret blev udsat for sabotage og nedbrændt af besættelsesmagten. Efter nogle år som selvstændig turnéleder var han 1948-1952 skuespiller og inspektør på Nygade Teatret og 1952-1954 tilknyttet Nørrebros Teater som skuespiller og inspektør, inden han i 1955 rykkede til Odense Teater. Her var han indledningsvist skuespiller og inspektør, men blev efter Helge Rungwalds pludselige død i 1960 konstitueret direktør for teatret indtil Kai Wiltons tiltræden i 1961. Som pensionist bevarede han tilknytningen til teatret og startede en turné, hvor Gustav Wieds Skærmydsler blev opsat på en række syge- og plejehjem.
Helge Dahl var gift fire gange: I 1926 med Gerda Kornerup i Helligåndskirken i København, i 1940 med skuespillerinden Elga Bassøe (skilt 1945), i 1945 med skuespillerinden Toni Bierring i Taarbæk Kirke og i 1948 med skuespillerinden Grete Kyhn på Gentofte Rådhus. Med Toni Bierring fik han datteren Lisbet Dahl, der også blev skuespiller.
Helge Dahl blev stedt til hvile på Dalum Kirkegård i Odense. Gravstedet er i dag nedlagt.